# Università di Waseda

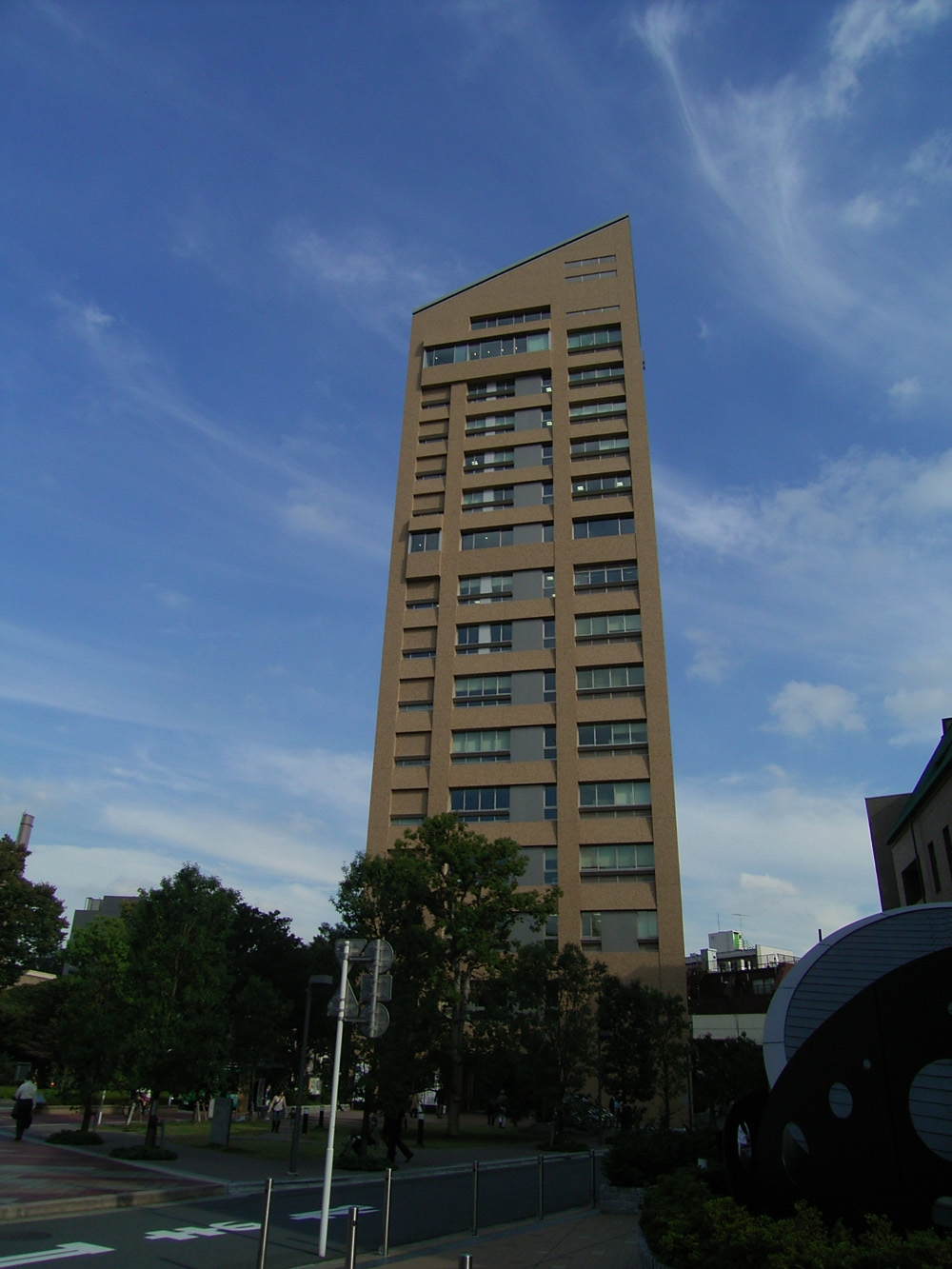
Foto dell'Okuma Memorial Tower situata all'interno del campus di Waseda.

L'Università di Waseda (早稲田大学?, Waseda Daigaku) nota anche con il diminutivo di Sōdai (早大?), è una delle più importanti università private del Giappone.
Fondata nel 1882 con il nome Tokyo Senmon Gakko, venne ribattezzata con il suo attuale nome nel 1902. È nota per essere improntata ad una politica di estrema liberalità nelle sue strategie didattiche, ideale simboleggiato dal suo motto che è Indipendenza nell'apprendere. Hanno studiato in questo ateneo sei primi ministri del Giappone del periodo post-bellico: Tanzan Ishibashi (1956–1957), Noboru Takeshita (1987–1989), Toshiki Kaifu (1989–1991), Keizō Obuchi (1998–2000), Yoshirō Mori (2000–2001) e Yasuo Fukuda (2007-2008), ma anche il diplomatico Chiune Sugihara e Li Dazhao, uno dei fondatori del Partito Comunista Cinese.
Il programma di letteratura dell'Università di Waseda è particolarmente noto ed annovera celebri scrittori giapponesi quali Hakushū Kitahara, Doppo Kunikida, Haruki Murakami e Tawara Machi. Tra gli alunni celebri dell'ateneo si annoverano anche i registi Hirokazu Kore'eda e Shōhei Imamura, la musicista Yōko Kanno, il due volte campione olimpico di pattinaggio artistico Yuzuru Hanyū e importanti capitani d'industria nipponici come Masaru Ibuka, cofondatore e presidente della Sony e Kenichi Ohmae.

## Storia

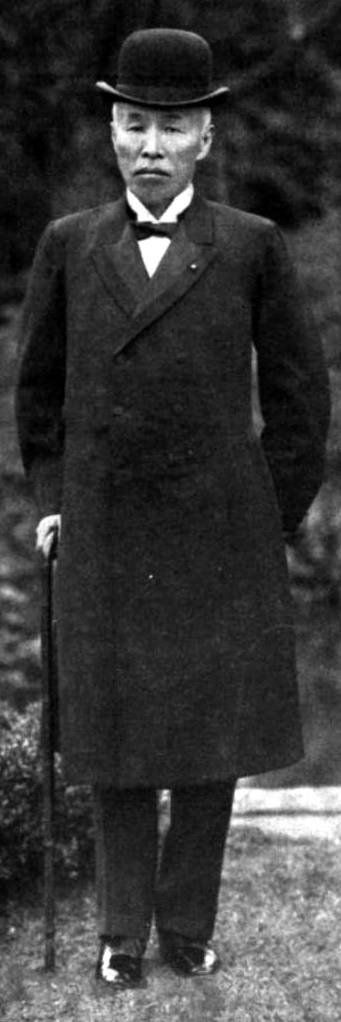
Okuma Shigenobu, fondatore dell'Università.

L'università di Waseda è stata fondata nel 1882 da un'importante figura del Periodo Meiji, Ōkuma Shigenobu, un personaggio basilare per la storia sia culturale che politica del Giappone. Inizialmente l'istituto comprendeva tre facoltà organizzate secondo il vecchio standard educativo dell'epoca; le tre facoltà erano giurisprudenza, economia e scienze fisiche. Contemporaneamente alla fondazione delle facoltà vennero organizzati dei corsi di lingua inglese, dedicati all'apprendimento di questa lingua a tutti gli studenti della scuola. Tre anni più tardi la facoltà di fisica venne chiusa per scarsa affluenza di studenti ma nel 1908 venne riaperta con il nome di facoltà di scienze ed ingegneria, mentre risale al 1890 l'istituzione della facoltà di lettere. Gran parte del campus venne completamente distrutto a seguito dei bombardamenti alleati di Tokyo durante la fase finale della seconda guerra mondiale, nonostante ciò esso venne ricostruito nel 1949 con l'aggiunta di due istituti di educazione superiore e una scuola superiore di Arte ed Architettura.

### Storia del nome
Il nome dell'università proviene dal nome del villaggio di residenza del suo fondatore, il villaggio appunto di Waseda. In realtà il nome iniziale dell'ateneo era 'Tokyo Senmon Gakko e risale al tempo della sua fondazione, il 21 ottobre 1882. Poiché però esso continuava ad essere associato al suo fondatore, prendendo l'appellativo di Waseda Gakko (Collegio di Waseda), esso acquisì definitivamente il nome di Università di Waseda il 2 settembre 1902.

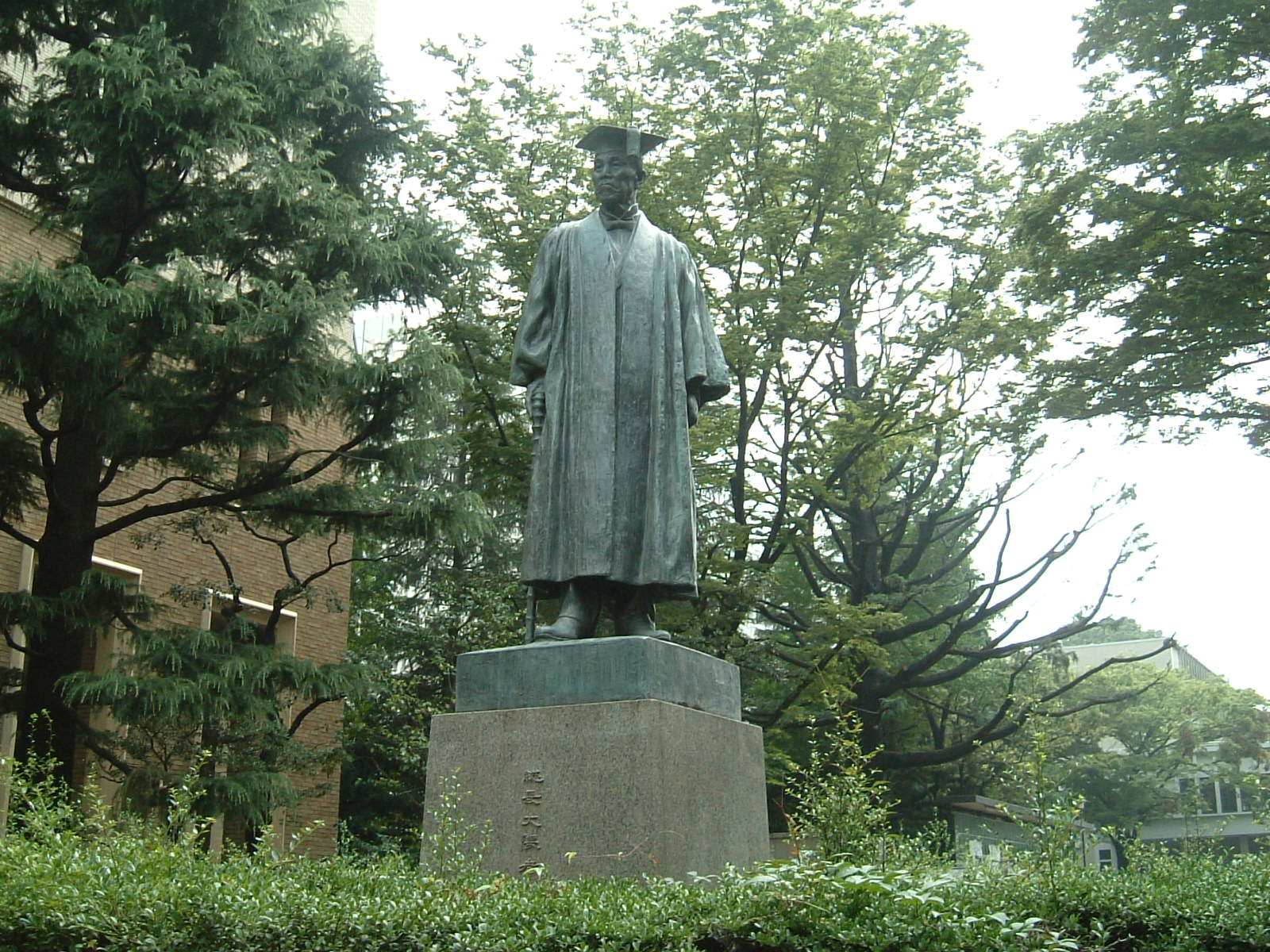
Monumento celebrativo del fondatore Okuma Shigenobu.

### Il cappello distintivo di Waseda
Gli studenti di Waseda hanno tutti un cappello distintivo dell'università. Il fondatore dell'istituto, Okuma Shigenobu, ebbe come desiderio quello di creare un simbolo che contraddistinguesse l'appartenenza all'università degli studenti. A tale scopo venne chiamato il capo sartoria della famosa catena di abbigliamento nipponica Takashimaya, che disegnò il berretto in soli tre giorni. Ogni berretto ha nella fodera interna il nome dello studente, il suo corso di laurea, il simbolo della scuola e la frase Si conferma che il portatore di questo cappello è uno studente di Waseda. Il cappello è protetto da copyright.

### Il 125º anniversario
L'università di Waseda ha festeggiato il suo 125º compleanno il 21 ottobre 2007. Il numero 125 ha un valore molto importante per questa istituzione, esso è legato alla teoria dei 125 anni propugnata dal suo fondatore, Okuma Shigenobu. Secondo Shigenobu: 

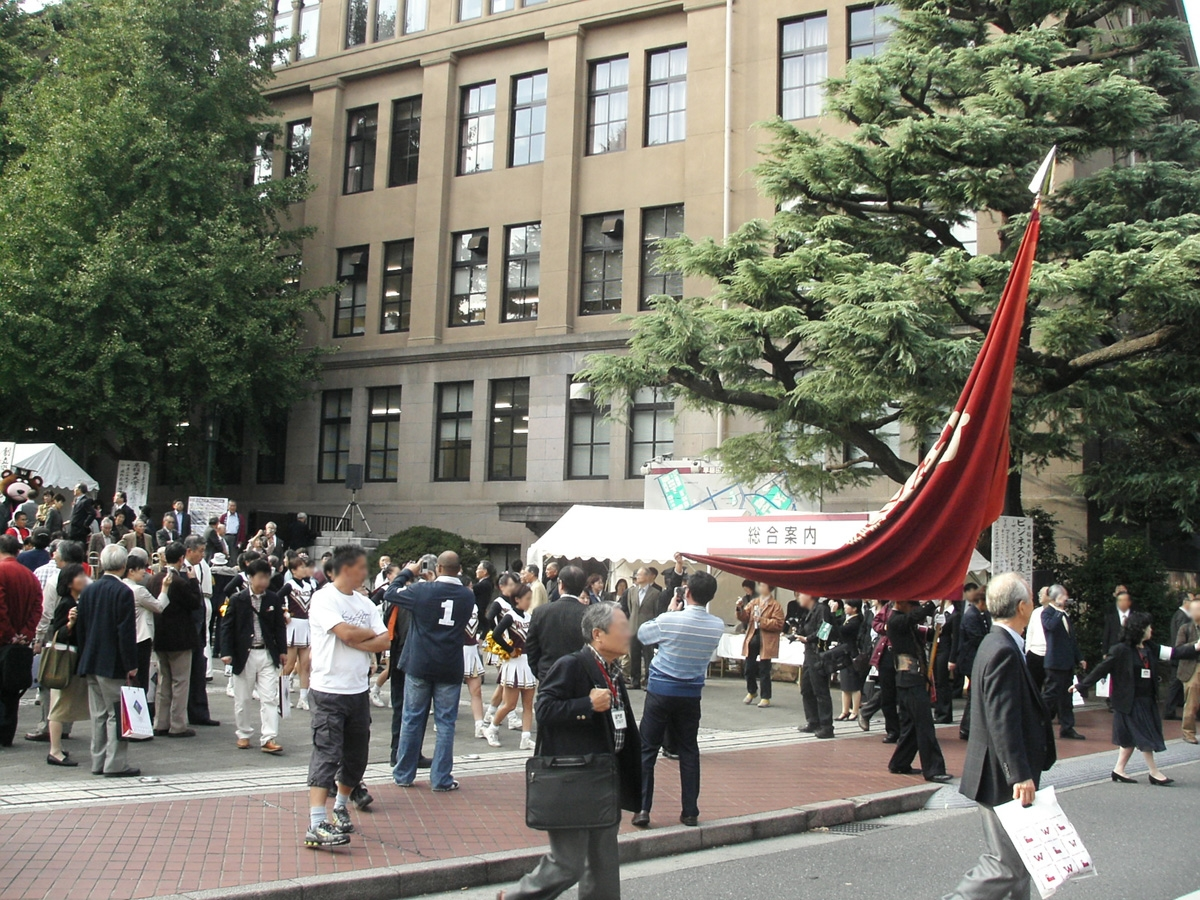
Immagine della celebrazione del 125º anniversario della fondazione dell'Università.

Questa teoria era molto in voga nella cultura popolare del tempo ed è rimasta praticamente invariata tuttora.

## Edifici di particolare importanza

### L'Okuma Auditorium
Subito dopo la morte di Okuma Shigenobu, il 10 gennaio 1922, iniziarono i preparativi per la costruzione di un suo memoriale. L'edificio adibito a ciò fu l'Auditorium, la cui costruzione era rimasta uno degli obiettivi non realizzati dallo stesso Shigenobu. L'Auditorium principale è in grado di ospitare 1,435 persone, mentre un auditorium più piccolo, interrato, ha la capienza di 382 posti. La torre campanaria, alta circa 38 metri, ovvero 125 shaku, ed è dotata di quattro campane che vennero trasportate in Giappone da Baltimora, esse suonano sei volte nell'arco della giornata e producono lo stesso suono della campana dell Abbazia di Westminster di Londra.

### La biblioteca
La biblioteca dell'Università di Waseda (progettata da Tachū Naitō, Kenji Imai e Kin'ichi Kiriyama) è una delle più grandi biblioteche di tutto il Giappone. Costruita nel 1882, ospita circa 4 milioni e mezzo di volumi e oltre 46 000 periodici.
All'interno della sua collezione esistono ben due documenti annoverati tra i Tesori nazionali del Giappone, oltre ad altri importanti documenti storici, libri rari, manoscritti, e altri archivi frutto di donazioni.

## Campus
- Waseda (Shinjuku, Tokyo)
- Toyama (Shinjuku, Tokyo)
- Nishi-Waseda (Shinjuku, Tokyo)
- Tokorozawa (Tokorozawa, Saitama)
- Honjo (Honjō, Saitama)
- Kitakyūshū (Kitakyūshū, Fukuoka)